# 伊里·諾瓦克
伊里·諾瓦克（捷克語：Jiří Novák，1975年3月22日—）是一位捷克職業網球運動員。他在1993年轉職業，在2007年宣布退役，他生涯最高排名為第5（2002年10月21日）。他現在居住於摩納哥的蒙地卡羅。

## 外部連結
- 伊里·諾瓦克（英文/西班牙文）的官方資料
- 伊里·諾瓦克的國際網球總會 職業／青少年 官方資料（英文）
- 伊里·諾瓦克的官方資料（英文）